# Paul-Eugène Lequeux
Paul-Eugène Lequeux (Paris, 10 de agosto de 1806 - Mont-Saint-Michel, 12 de julho de 1873) foi um arquiteto francês.

## Biografia
Aluno de Auguste Guenepin e de Louis-Pierre Baltard, o pai de Victor Baltard, Paul-Eugène obteve o prêmio de Roma (uma bolsa de estudo) em 1834.
Estando casado com a irmã de Victor Baltard e para não deixar Paris, decide não ir para Médicis onde deveria passar cinco anos regulamentares.

## Principais edifícios
- Sub-prefeitura de Saint-Denis;
- Mairie de Montmartre (antiga mairie), construída em 1836-1837;
- Mairie de Villetaneuse (antiga mairie);
- Mairie de Puteaux (antiga mairie, demolida);
- Mairie de Courbevoie (antiga mairie, demolida);
- Mairie des Batignolles (antiga mairie, em 1847-1849, demolida);
- Mairie de Saint-Ouen, construida entre 1866 e 1868;
- Igreja Sainte-Marie des Batignolles;
- Igreja Saint-Jacques-Saint-Christophe de la Villette;
- Igreja Notre-Dame de Clignancourt;
- Igreja Notre-Dame-de-Pitié em Puteaux;
- Hospital psiquiátrico de Ville-Évrard, em Neuilly-sur-Marne, construida entre 1864 e 1868.